# UusiTeatteri
UusiTeatteri är en tvåspråkig sverigefinländsk barn- och ungdomsteater som grundades år 2002. Sedan år 2017 ligger teaterns hemmascen på Olympiateatern på Västmannagatan 56 i Stockholm. Teaterchef sedan 2012 är den finlandsfödde Jukka Korpi, och alla skådespelare måste vara både svensk- och finsktalande då alla föreställningar kan hållas på båda språken.
UusiTeatteri turnerar runtom i Sverige och föreställningar spelas på svenska, finska eller tvåspråkigt. Cirka 80 procent av föreställningarna är på enbart svenska, då den största målgruppen är svensktalande ungdomar i Stockholm. Med sitt finskspråkiga utbud vill teatern nå sverigefinländska barn och ungdomar och förstärka deras språk och identitet. Den huvudsakliga målgruppen är förskolebarn och lågstadieelever.
UusiTeatteri arbetar främst med nyskriven dramatik för barn och ungdomar. Den har även, på grund av coronapandemin, fått lägga om sitt utbud och erbjudit teaterbesök på skolor, vilket varit så framgångsrikt att den verksamheten även fortsatt efter pandemin.
UusiTeatteri stöds av Statens kulturråd, Stockholms stad, Region Stockholm och Kulturfonden för Sverige och Finland.